# Gopalganj (Distrikt, Bangladesch)

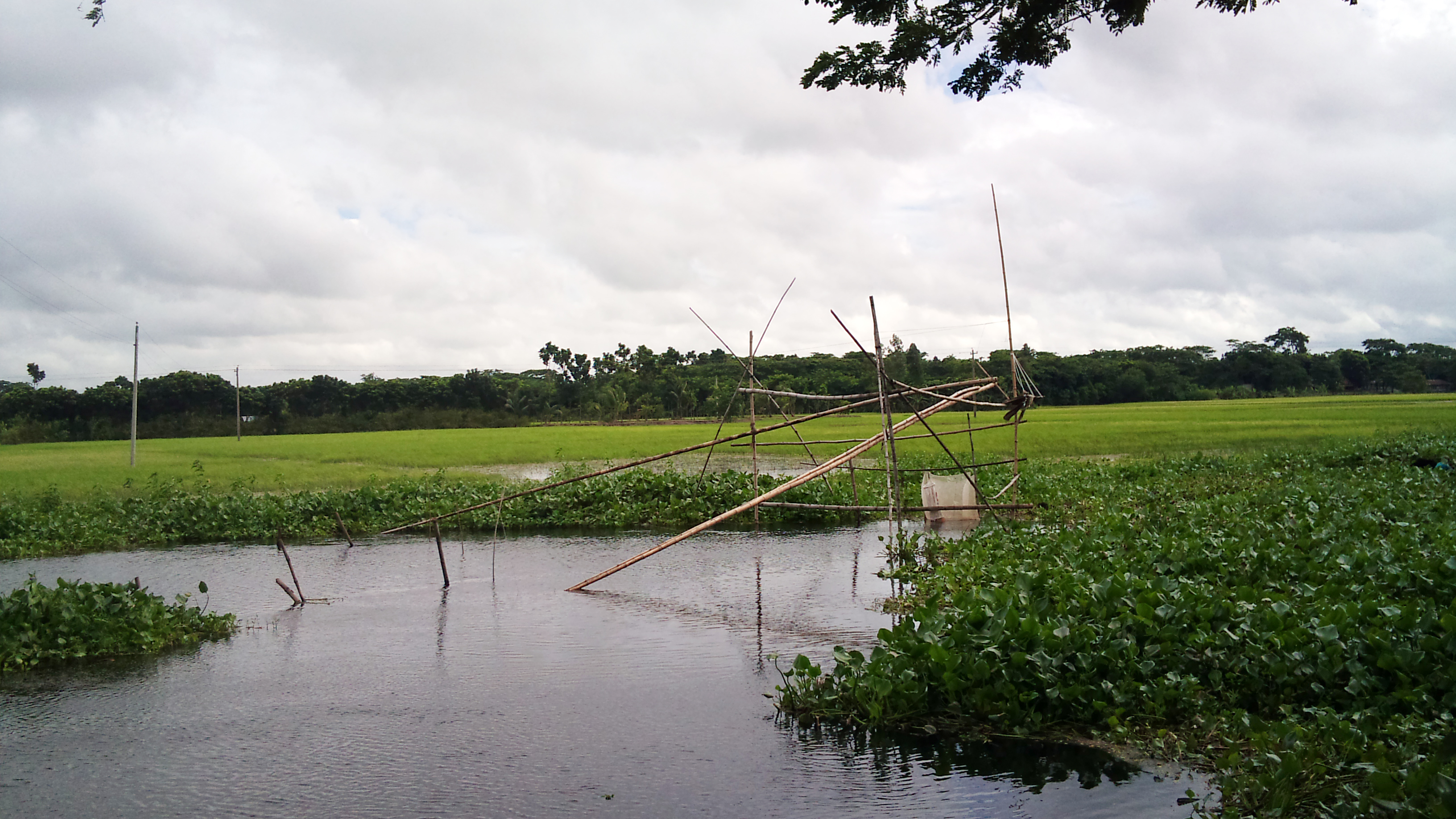
Landschaft im Distrikt Gopalganj

Gopalganj (Bengalisch: গোপালগঞ্জ জেলা, Gopālagañj jelā) ist ein Verwaltungsdistrikt im zentralen Süden Bangladeschs. Der Distrikt liegt innerhalb der übergeordneten Verwaltungseinheit Dhaka.
Der 1489,92 km² große Distrikt grenzt im Norden an den Distrikt Faridpur, im Osten an die Distrikte Madaripur und Barishal, im Süden an Pirojpur und Bagerhat und im Westen an den Distrikt Narail. Es leben über 1,1 Mio. Einwohner im Distrikt.
Die wichtigsten Flüsse sind der Garai, Madhumati, Kaliganga, Hunda, Ghagar, Kumar, Borni Baor, Chandar Beel und Baghyar Beel.
Gopalganj ist unterteilt in die fünf Upazilas Gopalganj Sadar, Kashiani, Kotalipara, Muksudpur und Tungipara. Innerhalb dieser Verwaltungsunterteilung gibt es 68 Union Parishads (Dorfräte), 880 Dörfer und vier Städte.
Der erst 1984 geschaffene Distrikt war früher Teil des Distrikts Faridpur.
In der Distriktshauptstadt Gopalganj leben über 40.000 Einwohner.